# Европско првенство у атлетици у дворани 1971 — скок удаљ за жене
Такмичење у скоку удаљ у женској конкуренцији на другом Европском првенству у атлетици у дворани 1971. одржано је у Фестивалској дворани у Софији 13. марта.

## Земље учеснице
Учествовало је 10 атлетичарки из 7 земаља.
1. Бугарска (1)
2. Западна Немачка (3)
3. Пољска (1)
4. Румунија (1)
5. Совјетски Савез (2)
6. Чехословачка  (1)
7. Швајцарска (1)

## Рекорди
Извор:
| Рекорди пре почетка Европског првенства у дворани 1970.     | Рекорди пре почетка Европског првенства у дворани 1970. | Рекорди пре почетка Европског првенства у дворани 1970. | Рекорди пре почетка Европског првенства у дворани 1970. | Рекорди пре почетка Европског првенства у дворани 1970. | Рекорди пре почетка Европског првенства у дворани 1970. |
| ----------------------------------------------------------- | ------------------------------------------------------- | ------------------------------------------------------- | ------------------------------------------------------- | ------------------------------------------------------- | ------------------------------------------------------- |
| Светски рекорд                                              | Татјана Шчелканова                                      | СССР                                                    | 6,73                                                    | Дортмунд, Западна Немачка                               | 27. март 1966.                                          |
| Европски рекорд у дворани                                   | Татјана Шчелканова                                      | СССР                                                    | 6,73                                                    | Дортмунд, Западна Немачка                               | 27. март 1966.                                          |
| Рекорди европских првенстава у дворани                      | Виорика Вископољану                                     | Румунија                                                | 6,56                                                    | Беч, Аустрија                                           | 14. март 1970.                                          |
| Рекорди после завршеног Европског првенства у дворани 1970. |                                                         |                                                         |                                                         |                                                         |                                                         |
| Рекорди европских првенстава у дворани                      | Хајде Розендал                                          | Западна Немачка                                         | 6,64                                                    | Софија, Бугарска                                        | 13. март 1971.                                          |

## Освајачи медаља
|                                |                       |                              |
| Хајде Розендал Западна Немачка | Ирена Шевињска Пољска | Виорика Вископољану Румунија |

## Резултати
Извор:

### Коначан пласман
| Пласман | Атлетичарка         | Земља           | #1   | #2   | #3   | #4   | #5   | #6   | Резултат | Белешка |
| ------- | ------------------- | --------------- | ---- | ---- | ---- | ---- | ---- | ---- | -------- | ------- |
|         | Хајде Розендал      | Западна Немачка | 6,41 | х    | 6,18 | 6,64 | х    | х    | 6,64     | РЕП     |
|         | Ирена Шевињска      | Пољска          | 6,18 | х    | 6,36 | 6,56 | х    | 6,47 | 6,56     |         |
|         | Виорика Вископољану | Румунија        | х    | х    | 6,45 | 6,47 | 6,53 | х    | 6,53     |         |
| 4.      | Мета Антенен        | Швајцарска      | 6,04 | 6,25 | х    | х    | х    | 6,33 | 6,33     |         |
| 5.      | Ала Смирнова        | Совјетски Савез | 6,30 | х    | 6,09 | 5,98 | х    | х    | 6,30     |         |
| 6.      | Хајди Шилер         | Западна Немачка | 6,25 | х    | 6,14 | х    | 5,91 | 5,88 | 6,25     |         |
| 7.      | Бригите Резен       | Западна Немачка |      |      |      |      |      |      | 6,20     |         |
| 8.      | Јелена Ринга        | Совјетски Савез |      |      |      |      |      |      | 5,98     |         |
| 9.      | Јармила Нигринова   | Чехословачка    |      |      |      |      |      |      | 5,96     |         |
| 10.     | Недјалка Ангелова   | Бугарска        |      |      |      |      |      |      | 5,94     |         |

## Укупни биланс медаља у скоку удаљ за жене после 2. Европског првенства у дворани 1970—1971.
|    | Земља           |   |   |   |   |
| -- | --------------- | - | - | - | - |
| 1. | Западна Немачка | 1 | 1 | 0 | 2 |
| 2. | Румунија        | 1 | 0 | 1 | 2 |
| 3. | Пољска          | 0 | 1 | 1 | 2 |
|    | Укупно {3}      | 2 | 2 | 2 | 6 |

|    | Атлетичарка         | Земља           |   |   |   |   |
| -- | ------------------- | --------------- | - | - | - | - |
| 1, | Хајде Розендал      | Западна Немачка | 1 | 1 | 0 | 2 |
| 2, | Виорика Вископољану | Румунија        | 1 | 0 | 1 | 2 |